# André Beauguitte
André Emmanuel  Beauguitte,, né le 6 juillet 1901 à Paris et mort le 20 juin 1986 dans la même ville, est un homme politique français.

## Biographie
Après des études de droit à Mayence et des débuts dans l'administration préfectorale  où il suit les pas de son père, préfet, André Beauguitte appartient à plusieurs cabinets ministériels, de 1924 à 1931.
Il débute au même moment sa carrière politique. Élu conseiller général de la Meuse, dans le canton de Montfaucon-d'Argonne, il poursuit sa carrière dans l'administration jusqu'en 1932, année où il est élu de la Meuse, sous l'étiquette des républicains de gauche, c'est-à-dire de droite.
Sous-secrétaire d'État à l'intérieur sous le gouvernement Albert Sarraut II (de janvier à juin 1936), il est réélu aux législatives et siège au sein du groupe de l'Alliance des républicains de gauche et des radicaux indépendants.
Le 10 juillet 1940, il vote en faveur du projet de loi constitutionnel accordant les pleins pouvoirs au maréchal Philippe Pétain. Bien que résistant et membre de la France libre, il ne bénéficie pas des premières lois d'amnistie et est déclaré inéligible.
Il faudra qu'il attende 1953 pour être réhabilité, notamment parce que certains des faits qui lui avaient été reprochés se révèlent inexacts. Il est alors réélu conseiller général du canton de Montfaucon-d'Argonne, et conserve ce mandat jusqu'à sa mort.
En 1956, il est élu député de la Meuse, à la tête d'une liste « de défense agricole, économique et sociale » et siège au groupe du Parti paysan, qu'il quitte en novembre 1957, en désaccord sur le rapprochement entre Paul Antier et Pierre Poujade. Il adhère alors au groupe du RGR.
À l'assemblée, il se fait essentiellement défenseur des intérêts agricoles.
Réélu député en novembre 1958, il siège d'abord chez les non-inscrits avant de rejoindre l'Entente démocratique en octobre 1959.
Parallèlement à ses activités politiques, il mène une activité journalistique en dirigeant trois hebdomadaires : La Dépêche de Paris, La Dépêche meusienne, et La Dépêche industrielle, commerciale et agricole. Il contribue également à la presse économique parisienne.
Il mène aussi des travaux littéraires et historiques, dont, en 1960, Le Chemin de Cocherel, préfacé par Maurice Genevoix et récompensé par le Prix Broquette-Gonin d'histoire de l'Académie Française.
En 1962, il rejoint la majorité gaulliste et siège parmi les républicains indépendants, constamment réélu jusqu'en 1978.
En 1965, il est élu maire de Verdun, et réélu en 1971. À partir de la fin des années 1970, il prend des distances avec la vie politique, ne conservant plus que son mandat de conseiller général.

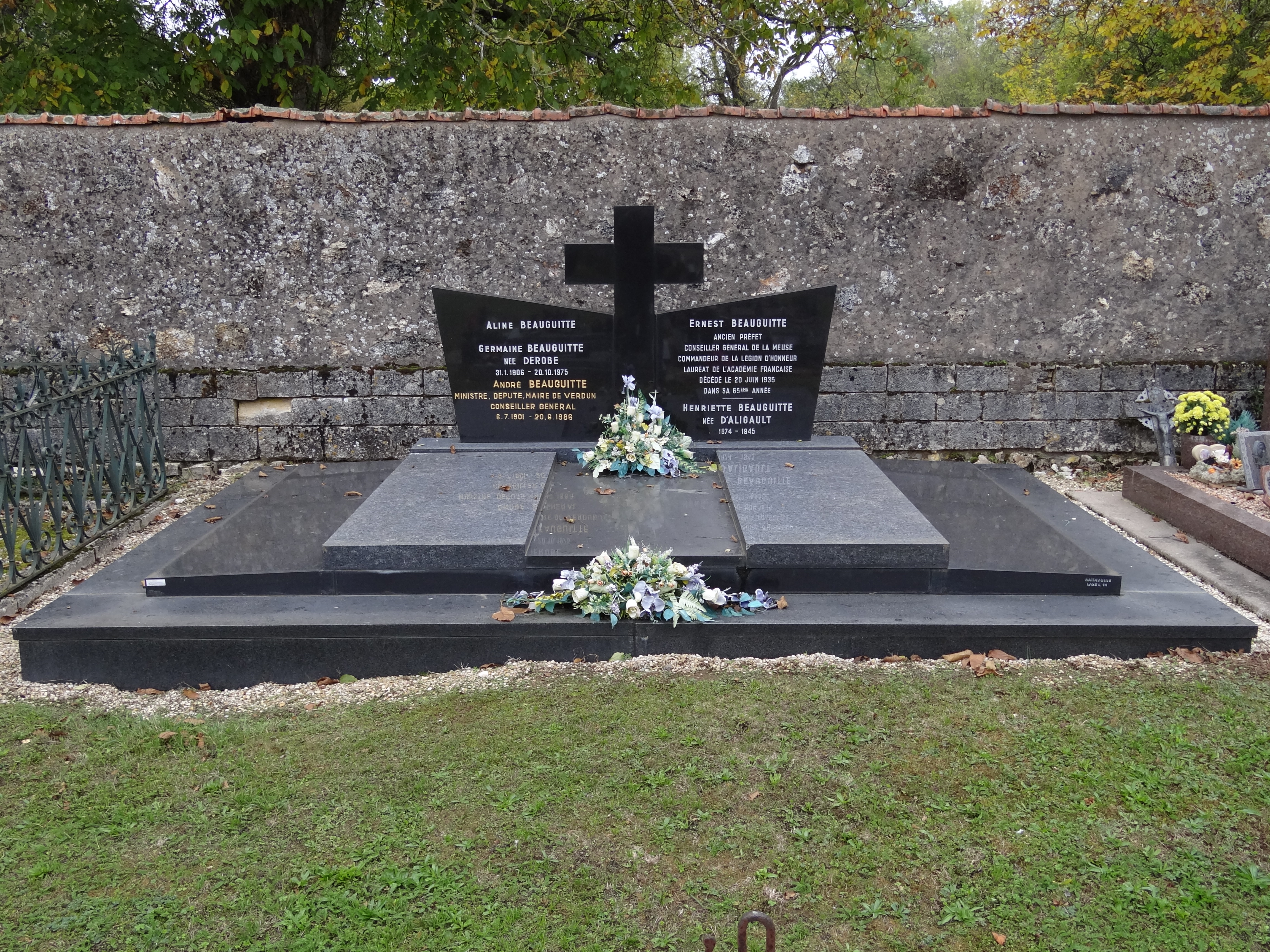
La tombe d'André Beauguitte au cimetière de Rarécourt (Meuse).

## Détails des fonctions et mandats

### Mandats parlementaires
Sous la IIIe République
- 1er juin 1932 - 31 mai 1936 : député de la Meuse (XVe législature)
- 1er juin 1936 - 31 mai 1942 : député de la Meuse (XVIe législature)

Sous la IVe République
- 19 janvier 1956 - 5 décembre 1958 : député de la Meuse (IIIe législature)

Sous la Ve République
- 9 décembre 1958 - 9 octobre 1962 : député de la 2e circonscription de la Meuse (Ire législature)
- 6 décembre 1962 - 2 avril 1967 : député de la 2e circonscription de la Meuse (IIe législature)
- 3 avril 1967 - 30 mai 1968 : député de la 2e circonscription de la Meuse (IIIe législature)
- 11 juillet 1968 - 1er avril 1973 : député de la 2e circonscription de la Meuse (IVe législature)
- 2 avril 1973 - 2 avril 1978 : député de la 2e circonscription de la Meuse (Ve législature)

### Mandats locaux
- Conseil général
  - 14 octobre 1928 - 1935 : conseiller général du canton de Montfaucon-d'Argonne
  - 1935 - 10 juillet 1940 : conseiller général du canton de Montfaucon-d'Argonne
  - 24 avril 1955 - 11 juin 1961 : conseiller général du canton de Montfaucon-d'Argonne
  - 11 juin 1961 - 1er octobre 1967 : conseiller général du canton de Montfaucon-d'Argonne
  - 1er octobre 1967 - 30 septembre 1973 : conseiller général du canton de Montfaucon-d'Argonne
  - 30 septembre 1973 - 25 mars 1979 : conseiller général du canton de Montfaucon-d'Argonne
  - 25 mars 1979 - 17 mars 1985 : conseiller général du canton de Montfaucon-d'Argonne
  - 17 mars 1985 - 1986 : conseiller général du canton de Montfaucon-d'Argonne

- Mairie
  - mars 1965 - mars 1977 : maire de Verdun